# Zürichsee-Schiffahrtsgesellschaft

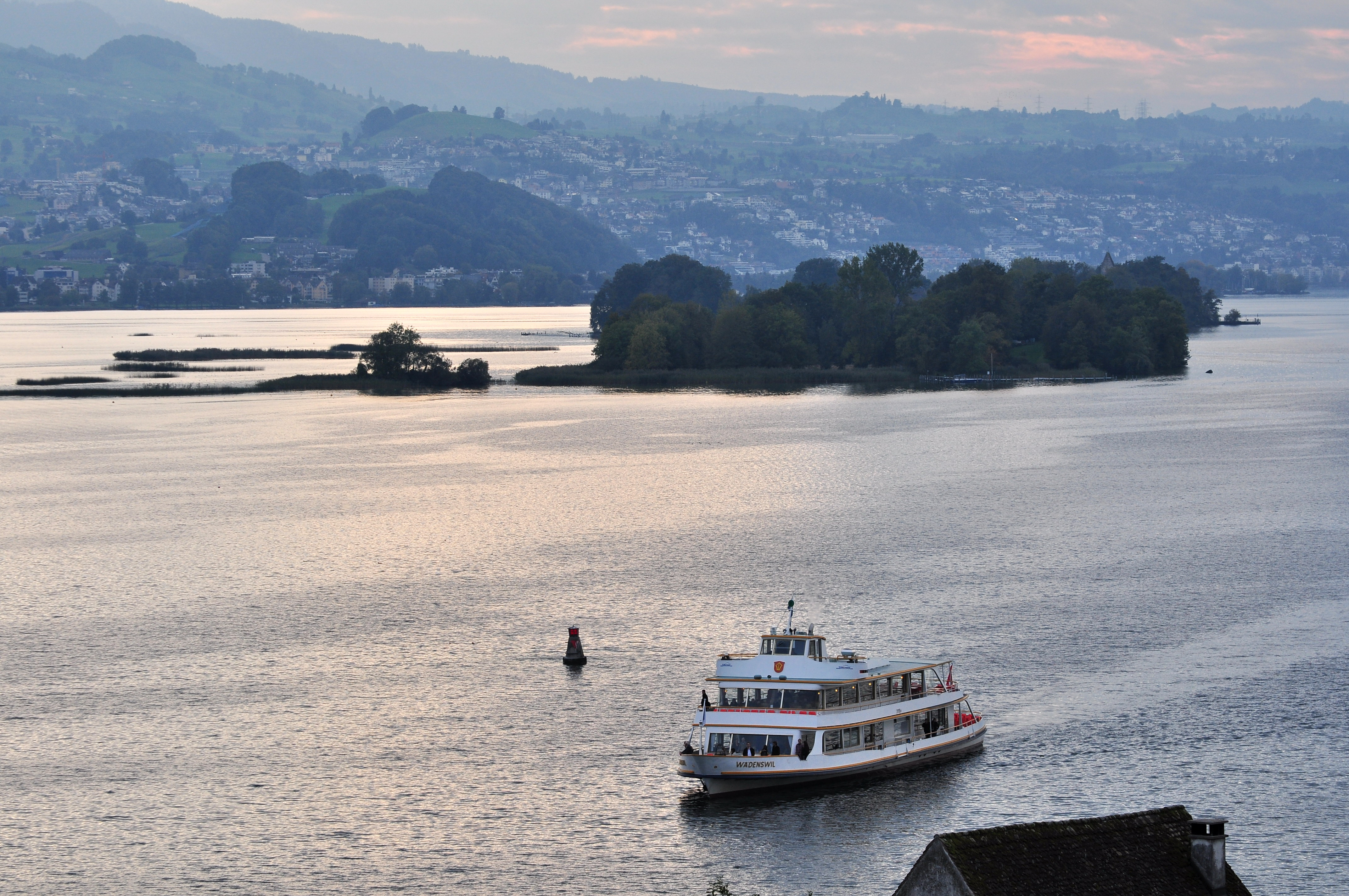
Le bateau Wädenswil croise devant l'île d'Ufenau, avant d'accoster à Rapperswil.

La ZSG Zürichsee-Schiffahrtsgesellschaft (en français : Société ou Compagnie de navigation sur le lac de Zurich) est une compagnie maritime suisse qui exploite des bateaux de passagers sur le lac de Zurich, en Suisse centrale, ainsi que sur la Limmat en ville de Zurich.

## Bateaux[1]
| Bateau                              | Bateau | Mise en service | Constructeur                | Puissance             | Longueur | Largeur | Capacité        | Notes          |
| ----------------------------------- | ------ | --------------- | --------------------------- | --------------------- | -------- | ------- | --------------- | -------------- |
| Bateaux à vapeur et à roues à aubes |        |                 |                             |                       |          |         |                 |                |
| DS Stadt Zürich                     |        | 1909            | Escher Wyss Zurich          | 368 kW 500 ch         | 59,10 m  | 13,10 m | 750 passagers   |                |
| DS Stadt Rapperswil                 |        | 1914            | Escher Wyss Zurich          | 368 kW 500 ch         | 59,10 m  | 13,10 m | 750 passagers   |                |
| Bateaux à moteur                    |        |                 |                             |                       |          |         |                 |                |
| MS Linth                            |        | 1952            | Bodan-Werft Kressbronn      | 2 x 365 kW 2 x 486 ch | 54,00 m  | 11,60 m | 1 000 passagers |                |
| MS Säntis                           |        | 1957            | Bodan-Werft Kressbronn      | 442 kW 600 ch         | 42,50 m  | 7,50 m  | 300 passagers   |                |
| MS Limmat                           |        | 1958            | Bodan-Werft Kressbronn      | 634 kW 862 ch         | 51,00 m  | 10,90 m | 700 passagers   |                |
| MS Bachtel                          |        | 1962            | Bodan-Werft Kressbronn      | 275 kW 380 ch         | 33,30 m  | 6,30 m  | 250 passagers   |                |
| MS Helvetia                         |        | 1964            | Bodan-Werft (de) Kressbronn | 746 kW 1014 ch        | 56,00 m  | 12,30 m | 1 000 passagers |                |
| MS Wädenswil                        |        | 1968            | Bodan-Werft Kressbronn      | 442 kW 600 ch         | 48,20 m  | 9,60 m  | 700 passagers   |                |
| MS Albis                            |        | 1997            | Bodan-Werft Kressbronn      | 2 x 250 kW 2 x 340 ch | 42,30 m  | 7,30 m  | 300 passagers   | classe Albis   |
| MS Pfannenstiel                     |        | 1998            | Bodan-Werft Kressbronn      | 2 x 250 kW 2 x 340 ch | 42,30 m  | 7,30 m  | 300 passagers   | classe Albis   |
| MS Uetliberg                        |        | 1999            | Bodan-Werft Kressbronn      | 2 x 250 kW 2 x 340 ch | 42,30 m  | 7,30 m  | 300 passagers   | classe Albis   |
| MS Forch                            |        | 2001            | Bodan-Werft Kressbronn      | 2 x 165 kW 2 x 225 ch | 31,20 m  | 5,80 m  | 150 passagers   | classe Forch   |
| MS Zimmerberg                       |        | 2001            | Bodan-Werft Kressbronn      | 2 x 165 kW 2 x 225 ch | 31,20 m  | 5,80 m  | 150 passagers   | classe Forch   |
| MS Panta Rhei                       |        | 2007            | ÖSWAG (de) Linz             | 2 x 242 kW 600 ch     | 56,60 m  | 10,70 m | 700 passagers   |                |
| Bateaux-mouches sur la Limmat       |        |                 |                             |                       |          |         |                 |                |
| FS Turicum                          |        | 1992            | Bodan-Werft Kressbronn      | 2 x 58 kW 2 x 79 ch   | 19,40 m  | 3,80 m  | 51 passagers    | classe Turicum |
| FS Felix                            |        | 1993            | Bodan-Werft Kressbronn      | 2 x 58 kW 2 x 79 ch   | 19,40 m  | 3,80 m  | 51 passagers    | classe Turicum |
| FS Regula                           |        | 1993            | Bodan-Werft Kressbronn      | 2 x 58 kW 2 x 79 ch   | 19,40 m  | 3,80 m  | 51 passagers    | classe Turicum |

## Localités desservies
| - Zürich Bürkliplatz - Zürich Wollishofen - Kilchberg Bendlikon - Rüschlikon - Zürichhorn Casino - Zollikon - Küsnacht - Küsnacht Heslibach - Erlenbach - Thalwil - Oberrieden - Horgen - Herrliberg - Meilen - Uetikon - Halbinsel Au - Wädenswil - Richterswil - Männedorf - Stäfa - Uerikon |  |  |  | - Rapperswil - Schmerikon - Pfäffikon SZ - Insel Ufenau - Altendorf - Lachen |  |  |  | - Landesmuseum - Limmatquai - Storchen - Bürkliplatz - Enge Hafen - Zürichhorn Casino |

## Galerie d'images

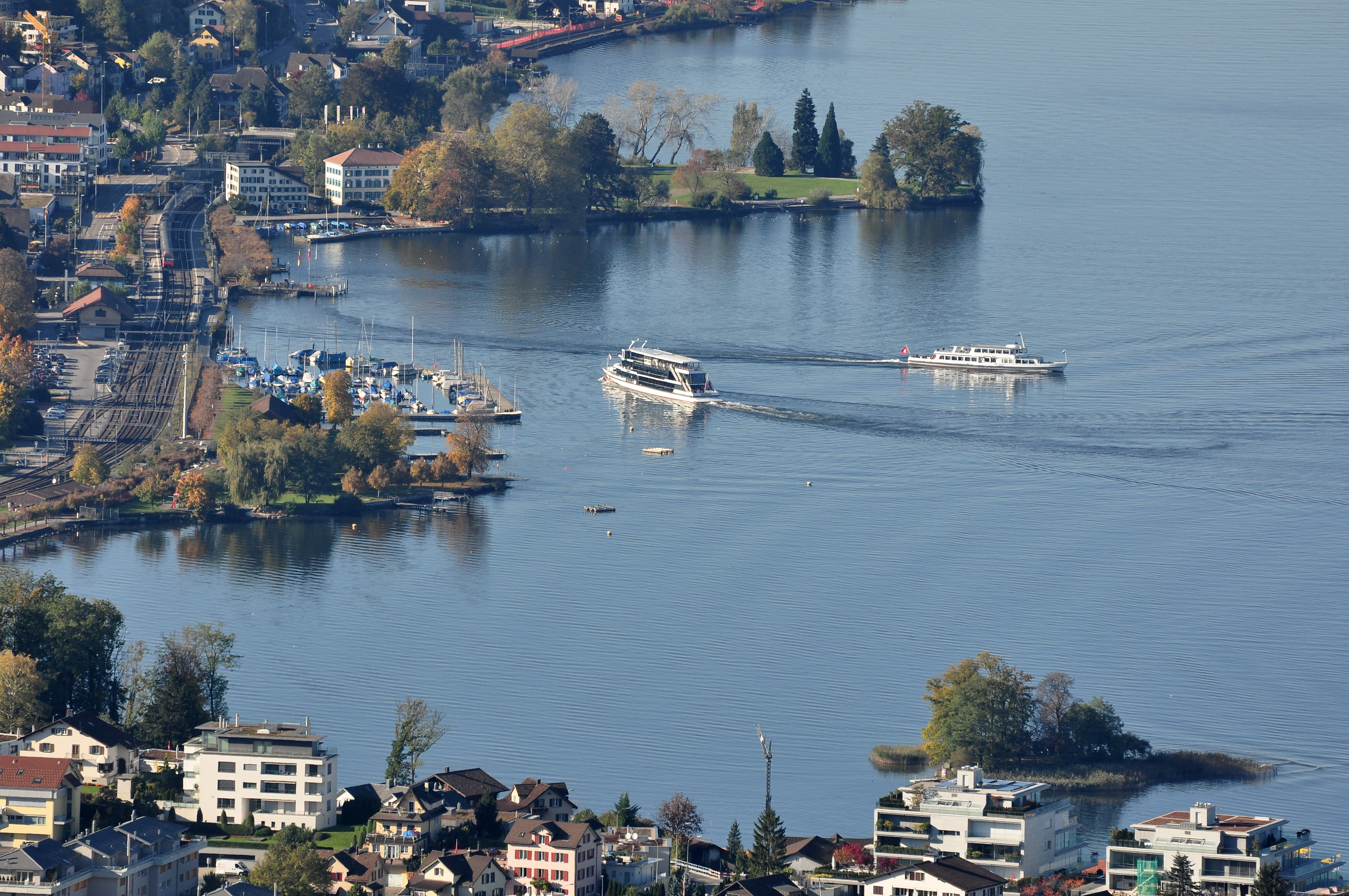
Le récent MS Panta Rhei croise le MS Säntis avant d'accoster à Richterswil
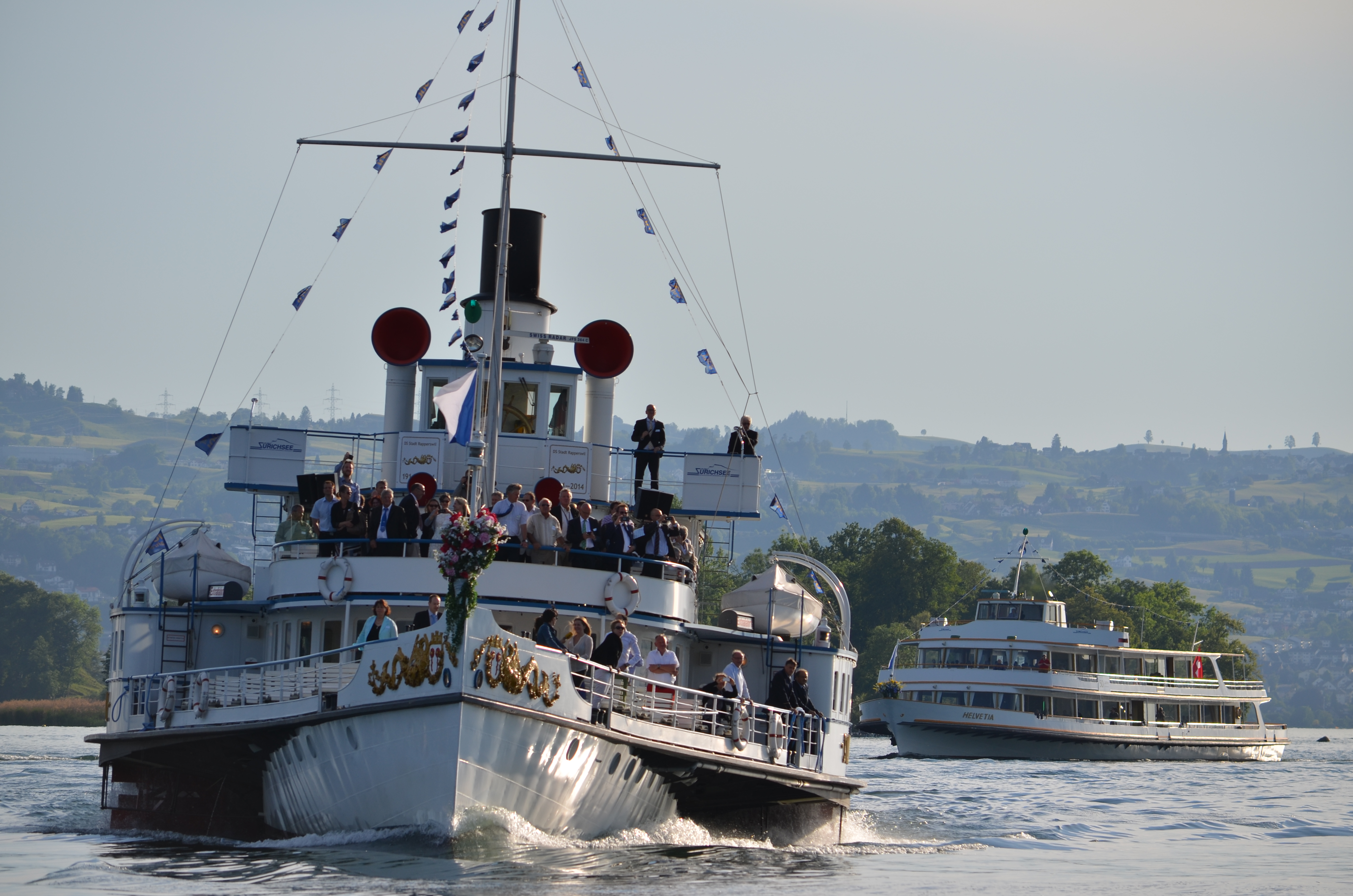
Le centenaire DS Stadt Rapperswil et le cinquantenaire MS Helvetia paradent à l'occasion de la fête du port de Rapperswil le 23 mai 2014.
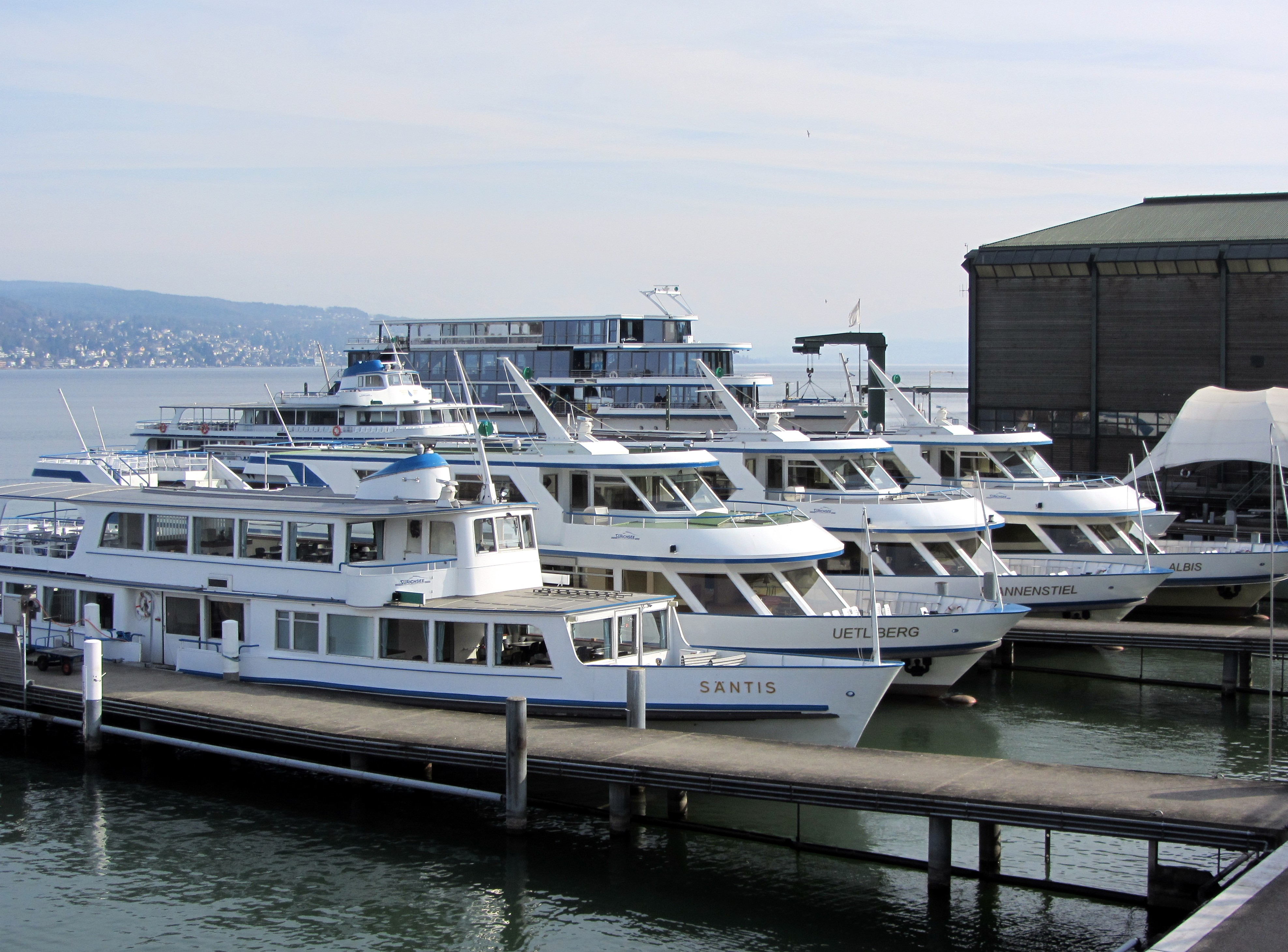
L'hiver venu, les bateaux inutilisés sont garés aux ateliers ZSG de Wollishofen : MS Säntis, Uetliberg, Pfannenstiel, Albis, Limmat et Panta Rhei.
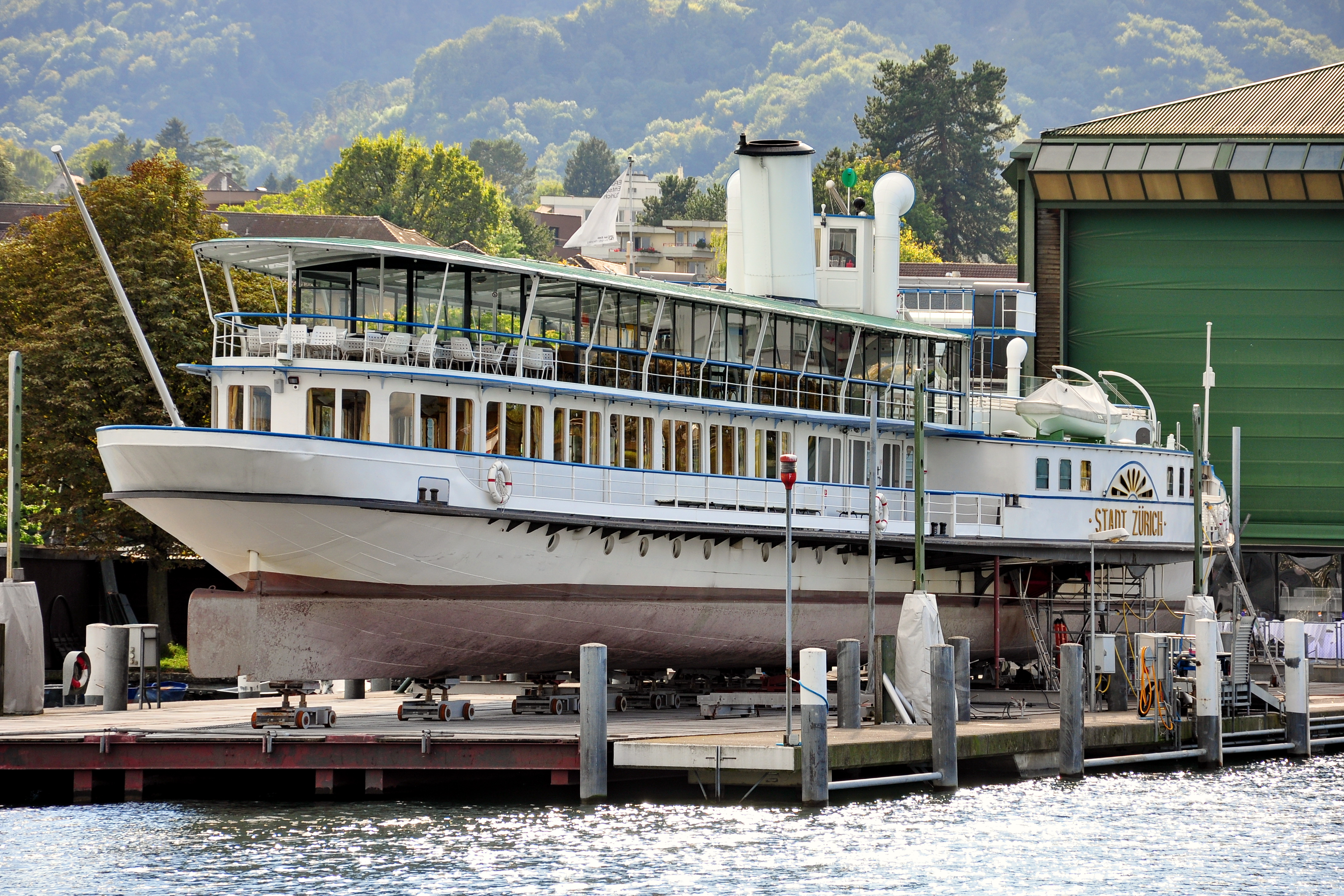
Le DS Stadt Zürich hors de l'eau devant les ateliers ZSG de Wollishofen.